# Baise
Baise (em chinês tradicional: 百色; chinês simplificado: 百色; pinyin: Bǎisè; zhuang: Baksaek) é uma localidade situada ao oeste da Regiao Autónoma Zhuang de Quancim, na República Popular da China. Ocupa uma área total de 36.300 Km² dos quais 3.713 km² correspondem à cidade propriamente dita. As etnias presentes na cidade são Zhuang, Yao, Hui, Miao, Han e Dong. Segundo dados de 2010, Baise possuí 3.826.300 habitantes, 80% das pessoas que pertencem ao grupo étnico Zhuang.

## Divisões administrativas
- 1 distrito: Distrito de Youjiang(右江区)
- 11 condados: Condado de Lingyun(凌云县);Condado de Pingguo(平果县); Condado de Xilin(西林县); Condado de  Leye(乐业县); Condado de  Debao(德保县); Condado de Tianlin(田林县);Condado de Tianyang(田阳县); Condado de Jingxi(靖西县); Condado de Tiandong(田东县); Condado de Napo(那坡县); Condado Autônomo Nacionalidades Várias de Longlin(隆林各族自治县)[2]